# Rachid Safir
Rachid Safir (né en Algérie, 1942) est un chanteur, chef de chœur et pédagogue français. Il a fondé plusieurs ensembles réputés : l'ensemble A Sei Voci et l'ensemble Les Jeunes Solistes devenu l'Ensemble Solistes XXI en 2011.

## Biographie
Rachid Safir commence la musique au violon à sept ans. Lorsque, après des études scientifiques, il se tourne vers le chant et la direction chorale, il a pour maîtres, pour le chant Maud Laury et Bernadette Val et pour la direction Stéphane Caillat, Guy Reibel et Philippe Caillard. Il travaille aussi, notamment, avec Alfred Deller, Charles Ravier, Marcel Couraud, Thomas Binkley, Andrea Von Ramm, Richard Levitt.
En tant que ténor puis contreténor, en plus d'être soliste, Rachid Safir fut membre, notamment, du Groupe vocal de France, du Studio der frühen Musik et du Clemencic Consort.
Comme chef de chœur dès 1970, il crée avec René Esso-Elokan, le Madrigal de Paris, ensemble de chanteurs amateurs encore dirigé par Pierre Calmelet en 2018. 
Comme chanteur, il fonde en 1978 avec Régis Oudot et Bernard Fabre-Garrus un nouvel ensemble de chanteurs, A Sei Voci, dans lequel il chantera pendant une dizaine d'années. 
En 1988, délaissant la pratique du chant soliste, il fonde comme chef de chœur Les Jeunes Solistes ensemble modulable destiné à accueillir de jeunes chanteurs professionnels pour servir tous les répertoires et dont l’effectif varie de quatre à vingt chanteurs ; cet ensemble sera rebaptisé Solistes XXI en 2011. Dirigé depuis l'année 2016 par Christophe Grapperon, il cessera définitivement ses activités en 2020.
En tant que pédagogue, Rachid Safir a enseigné notamment au Conservatoire national supérieur de musique et de danse de Lyon de 1989 à 1993, puis au Conservatoire national supérieur de musique et de danse de Paris et dispense des classes de maître.
Son répertoire couvre une large partie du répertoire polyphonique allant « de Pérotin à Brian Ferneyhough et de Guillaume Dufay à Franz Schubert » et s'intéresse particulièrement à la création et aux nouvelles techniques.
Parmi les évènements marquant auxquels il aura participé, on notera :
-      le premier enregistrement mondial des Tenebræ Responsoria et alia ad Officium Hebdomadæ Sanctæ spectantia (Répons de Ténèbres et autres, destinés à l'office de la Semaine Sainte) de Carlo Gesualdo avec l’ensemble A Sei Voci en 1986,
les créations de :
- Lamentationes sacræ et profanæ ad Responsoria Iesualdi (Lamentations sacrées et profanes pour les Répons de Gesualdo) et du Miserere hominibus (Aie pitié des hommes) de Klaus Huber (respectivement : Journées de Witten pour la nouvelle musique de chambre (de) - 25 avril 1997 et Festival de Lucerne -  26 Août 2006),
et des opéras
- Das Theater der Wiederholungen de Bernhard Lang (Steirischer Herbst Graz - 2003), 
- Yvonne, princesse de Bourgogne de Philippe Boesmans (Opéra de Paris, 2009) Prix de la critique 2009
- Maria Republica de François Paris (Opéra de Nantes, 2016), Prix de la critique 2016
- Litanies pour Ronchamp de Gilbert Amy (24 septembre 2005 à Ronchamp dans le cadre du Festival de Besançon)
- Quid sit Musicus de Philippe Leroux (18 juin 2014 à l’IRCAM)

## Discographie
Chef de chœur
- Iannis Xenakis, N’Shima, (1975) pour deux mezzo-sopranos et cinq musiciens - Les Jeunes Solistes, dir. Rachid Safir : Martine Guilbaud et Elisabeth Lagneau, mezzo sopranos ; André Cazalet et Jean-Michel Vinit, cors ; Jérôme Naulais et Benny Sluchin, trombones ; Eric Picard, violoncelle (concert, Metz 17 novembre 1991, Col Legno / EMG Classical)[2]
- Klaus Huber, Cantiones de circulo gyrante « in memoriam Heinrich Böll » - Les Jeunes Solistes, dir. Rachid Safir et Denis Rouger ; (enregistré à la Collégiale de Champeaux (77) 27-28 août 1992, Montaigne / Soupir éditions réf. S225)[3]
- Guillaume Dufay et Thierry Pécou : L'homme armé - Les Jeunes Solistes, dir. Rachid Safir (Collégiale de Champeaux (77) 11-17 septembre 1997, Grave GRCD 6) (OCLC 41424021)
- Philippe Fénelon, Dix-huit madrigaux, pour six voix, violon, alto, violoncelle et théorbe, d'après les poèmes de Rilke (Dulnesser Elegien) - Les Jeunes Solistes, dir. Rachid Safir : Julie Hassler, Béatrice Mayo-Felip, sopranos ; Jean-François Chiama et Éric Raffard, ténor ; Jean-Christophe Jacques, basse ; André Pons-Valdès, violon ; Gilles Deliège, alto ; Caroline Delume, théorbe (enregistré à Nancy 5-9 janvier 1998, Grave GRCD 10)[4] (OCLC 45369240)
- Klaus Huber et Carlo Gesualdo, Lamentationes sacræ et profanæ ad Responsoria Iesualdi, pour 6 voix, théorbe (guitare), cor de basset (clarinette basse) - Les Jeunes Solistes, dir. Rachid Safir : Raphaële Kennedy, Brigitte Peyré, sopranos ; Michel Géraud, contreténor ; Hugues Primard, Jean-François Chiama, ténors ; Jean-Christophe Jacques, baryton ; Eric Lamberger, clarinette basse et cor de basset (Ircam 11-14 août 1998, Soupir éditions réf. S213)[5]
- Claude Vivier, Journal  [Jesus erbarme dich (1974) - Chants (1973) — Love songs (1977) - Journal(1977)] - Les Jeunes Solistes, dir. Rachid Safir (enregistré à l'Eglise réformée de l'Annonciation, 75016 Paris en avril, mai et juillet 2002, coffret de 2CD Soupir éditions, réf. S206) [6] réédité en 2011 sous le titre de Chants
- Bernhard Lang : "Das Theater der Wiederholungen" - David Cordier, Martin Wölfel, Anna Maria Pammer, Ekkehard Abele, Renate Wicke, Alfred Werner ; Les Jeunes Solistes, dir. Rachid Safir : Caroline Chassany, Isabelle Fallot, Claudine Margely, Samia Abderrahmani, Daia Durimel, Catherine Jousselin, Stephane Bagiau, Jean-Christophe Hurtaud, Alfredo Poesina, Laurent Bourdeaux, Marcos Loureiro de Sa, Jean Louis Paya ; Klangforum Wien, dir. Johannes Kalitzke (enregistré en octobre 2003 à Graz) ; (référence : Kairos 0012532KAI)[7]
- Régis Campo et Patrick Burgan : Eve, Vénus, Diane et les autres - Les Jeunes Solistes, dir. Rachid Safir : Julie Hassler, Anne-Marie Jacquin, Maryseult Wieczorek, sopranos ; Frédéric Betous, contreténor ; Laurent David, ténor ; Jean-Christophe Jacques, Alain Lyet, basses (15, 17-18 juin 2004, Soupir Edition réf. S212) (OCLC 844087249)
- Philippe Boesmans, Yvonne, princesse de Bourgogne - Dörte Lyssewski, voix (Yvonne) ; Mireille Delunsch, soprano (la reine Marguerite) Paul Gay, baryton (Ignace) ; Les Jeunes Solistes, dir. Rachid Safir : Hélène Fauchère, Anne-Marie Jacquin, Marie Picaud, Maryseult Wieczorek, Lucie Lacoste, Maria Kondrashkova, Marie-George Monet, Lucile Richardot, Laurent David, Edouard Hazebrouck, David Lefort, Etienne Vandier, Sébastien Brohier, Jean-Christophe Jacques, Jean-Sébastien Nicolas, Jean-Louis Paya ; Klangforum Wien, dir. Sylvain Cambreling (enregistré à l'Opéra de Paris en janvier 2009, Cypres) (OCLC 793580850)
- Jonathan Harvey, Angels - Les Jeunes Solistes, dir. Rachid Safir : Céline Boucard, Anne-Marie Jacquin, Julie Hassler, Claudine Margely, sopranos ; Sophie Dumonthier, Blandine Folio-Peres, Samia Abderrahmani, Daïa Durimel, mezzo sopranos : Jean Klug, Adrian Brand, Edouard Hazebrouck, Laurent David, ténors ; Jean-Christophe Jacques, Jean-Louis Paya, Nicolas Boulanger, Laurent Bourdeaux, Barytons ; Noëmi Schindler, violon (5-7 décembre 2005, Soupir éditions réf. S215)[8]
- Klaus Huber, Miserere Hominibus, pour sept chanteurs et sept instrumentistes - Les Jeunes Solistes, dir. Rachid Safir : Céline Boucard, Anne-Marie Jacquin, sopranos ; Maryseult Wieczorek, mezzo-soprano ; Magid El-Bushra, contreténor ; Laurent David, Edouard Hazebrouck, ténors ; Jean-Christophe Jacques, baryton ; Jean-Luc Menet, flûtes ; Isabelle Daups, harpes ; Olivier Voize, clarinettes ; Pierre-Henri Xuereb, alto et viole d’amour ; Caroline Delume, guitare et théorbe ; Walter Grimmer, violoncelle ; Nicolas Crosse, contrebasse ; Gérard Siracusa, percussions (17-18 février 2008, Soupir éditions S216)[9],[10]
- Beat Furrer, Wüstenbuch et al. - Tora Augestad, Sébastien Brohier, Mikhail Dubov, Hélène Fauchère, Eva Furrer, Vladislav Pesin, Uli Fussenegger, Trio Catch ; Ensemble Solistes XXI, dir. Rachid Safir : Aurore Bucher, Hélène Fauchère, Camilla de Falleiro, Lucile Richardot, Katalin Károlyi, Simon Gamerre, Philippe Froeliger, Sébastien Brohier, Jean-Sébastien Nicolas ; Klangforum Wien ; dir. Beat Furrer ( enregistré en mars 2010 à Schaubühne am Lehniner Platz, Berlin) (référence Kairos 0013312KAI)[11]
- Gilbert Amy, Litanies pour Ronchamp - Quatuor Parisii ; Abel Billard, percussions; Dominique Vellard, Emmanuel Virstorky, chantres ; Ensemble Solistes XXI, dir. Rachid Safir : Julie Hassler, Claudine Margely, sopranos ; Maryseult Wieczorek, Daïa Durimel, mezzo sopranos ; Laurent David, Philippe Froeliger, ténors ; Jean-Sébastien Nicolas, Jean-Christophe Jacques, barytons (14-17 mai 2013, Soupir éditions réf. S224)[12],[13]
- Marco Momi, Iconica III sur un texte de Filippo Farinelli - Ensemble Solistes XXI, dir. Rachid Safir : Marie Albert et Aurore Bucher, sopranos ; Lucile Richardot, mezzo soprano ; Laurent David, Randol Rodriguez-Rubio, ténors ; Jean-Christophe Jacques, baryton (enregistré en live à l'Ircam le 14 janvier 2013, Stradivarius) (OCLC 941809700)
- Gianvincenzo Cresta, Amore contrafatto sur un texte de lacopone da Todi, Carlo Gesualdo, Six répons des ténèbres du Samedi Saint - Ensemble Solistes XXI, dir. Rachid Safir : Raphaële Kennedy et Aurore Bucher, sopranos ; Maryseult Wieczorek, Lucile Richardot, mezzo soprano ; Laurent David, Randol Rodriguez-Rubio, ténors ; Jean-Sébastien Nicolas, Jean-Christophe Jacques, baryton (Digressione music 2012, distribution : Stradivarius DCTT23)
- Philippe Leroux, Quid sit musicus ?, pour sept voix, deux instrumentistes et électronique - Ensemble Solistes XXI, dir. Rachid Safir : Raphaële Kennedy, Marie Albert, sopranos ; Lucile Richardot, mezzo-soprano ; Vincent Bouchot, Laurent David, ténors ; Jean-Christophe Jacques, baryton ; Marc Busnel, basse ; Caroline Delume, guitare et luth ; Valérie Dulac, violoncelle et vièle (6-9 octobre 2014, Soupir éditions réf. S228)[14],[15]